# Szoborpark (Székelyudvarhely)
A székelyudvarhelyi Emlékezet parkja a város központjában található: 13 magyar király, író és más híres ember szobra tekinthető itt meg. 
A személyek: Csaba királyfi, Szent László, Fráter György, Bethlen Gábor, Wesselényi Miklós, Bethlen István, Kós Károly, A vándor székely hazatalál (Wass Albert), Nyirő József, Bem József, II. Rákóczi Ferenc, Báthory István és Hunyadi János. 
Az alkotók Blaskó János, Tóth Emőke, Lesenyei Márta és Krisztiáni Sándor szobrászművészek. A szobrok felavatására 2004. május 22-én került sor Orbán Viktor jelenlétében. A megnyitón Szilvágyi József polgármester és Kondor Katalin, a Magyar Rádió elnöke mondott beszédet. 
A vándor székely hazatalál című szobor valójában Wass Albertet ábrázolja, de ezt hivatalosan nem ismerik el, mivel az írót háborús bűnösnek tekintik. A szobor felállítása ellen tiltakozott a Sarmisegetuza Alapítvány és az Elie Wiesel Intézet. 